# Tony DiLeo
Tony DiLeo (ur. 8 sierpnia 1955 w Filadelfii) – amerykański koszykarz i trener Philadelphii 76ers ligi NBA. Obecnie wiceprezydent i asystent generalnego managera drużyny Philadelphia 76ers.
Tony DiLeo uczęszczał do Cinnaminson High School, a następnie do Tennessee Technological University, gdzie był najlepszym zawodnikiem drużyny koszykarskiej.
Następnie został trenerem w Niemczech, po znacznych sukcesach otrzymał w 1987 roku nagrodę Trenera Roku.
Jego działalność w Philadelphii 76ers rozpoczęła się w 1990 roku. Był scoutem, później asystentem trenera, aby wreszcie we wrześniu 2003 roku dostać awans na zastępcę generalnego managera.
13 grudnia 2008 roku został wybrany na stanowisko trenera po zwolnieniu Maurice Cheeksa przy bilansie zwycięstw drużyny 9-14, przez prezydenta drużyny, Eda Stefanskiego. Pełnił tę funkcję do końca sezonu 2008/2009, po czym 11 maja 2009 roku złożył rezygnację i wrócił na poprzednio pełnione stanowisko wiceprezydenta i asystenta generalnego managera. Podczas jego pracy jako trener, Philadelphia 76ers wygrała 32 mecze, a przegrała 27.